# Reggaeton
Reggaeton (špa. reguetón ili reggaetón) je vrsta dance glazbe, koja je postala vrlo popularna u Latinskoj Americi početkom 90-ih godina 20. stoljeća. 
Početkom 21. stoljeća, reggaeton se širi i na prostore Sjeverne Amerike, Europe, Azije i Australije. To je kombinacija glazbe s Jamajke (reggae i dance hall glazbe), kao i bomba i plena ritmova Latinske Amerike i hip-hopa Sjeverne Amerike. Rap, sastavni dio reggaetona je uglavnom na španjolskom. Reggaeton je popularan kod mladih iz španjolskog govornoga područja, a prvotnu popularnost stekao je u Portoriku i Panami. Kao rezultat velikog broja imigranata iz španjolskoga govornog područja, reggaeton je polagano ušao u glazbenu kulturu SAD-a.
Reggaeton je skup mnogih različitih glazbenih žanrova i ritmova koji potiču s Kariba, iz Latinske i Sjeverne Amerike. 
Same pjesme i riječi su vrlo bliske pjesmama hip-hop autora. Kao i hip-hop, reggaeton nije prošao bez većih i manjih kontroverzi i kritika. Jedna od kritika je da reggaeton promovira seksualnu eksploataciju žena. Ljubitelji ove glazbe tvrde da su kritike neosnovane, jer za razliku od hip-hop kulture iz SAD-a, nema tekstova o nasilju ni psovki.

## Vanjske poveznice
- O reggaetonu  Arhivirana inačica izvorne stranice od 31. siječnja 2016. (Wayback Machine)